# 187707 Nandaxianlin
187707 Nandaxianlin este un asteroid din centura principală de asteroizi.

## Descriere
187707 Nandaxianlin este un asteroid din centura principală de asteroizi. A fost descoperit pe 2 martie 2008 la XuYi în cadrul programului PMO NEO Survey. Asteroidul prezintă o orbită caracterizată de o semiaxă mare de 2,36 ua, o excentricitate de 0,15 și o înclinație de 7,6° în raport cu ecliptica.